# 30577 Pinchuk
30577 Pinchuk este o planetă minoră (asteroid), cu un diametru de 1,704 km, din centura de asteroizi. A fost descoperită pe 29 iulie 2001 la Stația Anderson Mesa de Lowell Observatory Near-Earth-Object Search. 
Obiectul prezintă o orbită caracterizată de o semiaxă mare de 1,8180636 UAi, o excentricitate de 0,08, o înclinație de 24,25138 ° în raport cu ecliptica.